# Eugeniusz Iwanicki
Eugeniusz Iwanicki [eugeňiuš ivaňicki] (18. září 1933 Domaradzkie u Ňasviže, Druhá Polská republika, nyní Bělorusko – 10. prosince 2020) byl polský spisovatel, satirik.

## Biografie
Studoval Lékařskou akademii v Lodži a ruskou filologii ve Varšavě, ale ani jednu školu nedokončil. Pracoval postupně ve vězeňské nemocnici v Sieradzi, v hygienické stanici v Łasku a polepšovně v Ignacewi jako hygienik. Přitom psal do různých periodik. Později pracoval v redakcích tisku, mj. v lodžském oddělení Trybuna Ludu.
V letech 1940–1946 byl spolu s matkou a později i otcem (po jeho návratu ze Soloveckých ostrovů) ve vyhnanství v severním Kazachstánu, což ovlivnilo i jeho pozdější tvorbu. Ve vyhnanství zapomněl polsky, jazyk se musel učit znovu po návratu do Polska po válce, kdy se celá rodina usadila ve městě Łask nedaleko Lodže. Kromě povídek a básní psal také aforismy.
Publikoval pod řadou pseudonymů: dr Jan Skromny, Eugeniusz Łaski, EUGI, Gene Vanick, Jakub i Jarosław Łascy, Jarosław Łaski, Michał Sószczewicz, Paweł Mokros.

## Dílo
- Zmowa obojętnych, Spiknutí lhostejných – 1969
- Powódź w dolinie psów, Povodeň v údolí psů – 1970, sbírka povídek
- Łask, turistický průvodce – 1970
- Powrót żurawi, Návrat jeřábů – 1971
- Dzień pierwszy i następny, Den první a následující – 1972
- Deszczowy sezon, Dešťová sezóna – 1973
- Labirynt, Labyrint – 1978
- Więcej niż przyjaźń, Více než přátelství – 1980
- Miałem dobrego pana, Měl jsem dobrého pána – 1980
- Wyprawa po białe runo, Výprava za bílým rounem – 1982
- Anegdoty o przesławnym mieście Łasku, Historky o přeslavném městě Łasku – 1982
- Władca zielonych ogrodów, Pán zelených zahrad – 1984
- Klasztor dla ateistów albo rozważania Pana T., Klášter pro ateisty aneb Úvahy pana T. – 1984
- Podróż do krainy motyli, Pouť do krajiny motýlů – 1986 (pro děti)
- Kubuś i słowik, Kubík a slavík – 1986 (pro děti)
- Wróg towarzysza Stalina. Wspomnienia z Kazachstanu 1940–1946 – 1990, česky Nepřítel soudruha Stalina. Vzpomínky z Kazachstánu 1940–1946 – 2012, ISBN 9788020612915
- Proces Szatana?, Satanův proces? – 1990
- Kat i ofiara czyli porachunki mafii, Kat a oběť neboli účty mafie – 1991
- Nokturny jesienne, Podzimní nokturna – 1998, básnická sbírka
- Mój Łask 1946, Můj Łask 1946 – 2004